# Wybrzeże Karelskie
Wybrzeże Karelskie (ros. Карельский берег, Karielskij bierieg) – północny fragment zachodniego wybrzeża Morza Białego, na północy europejskiej części Rosji (Karelia i obwód murmański), rozciągający się między ujściem rzeki Kiem´ i górnym odcinkiem zatoki Kandałaksza. Północna jego część jest wyższa i charakteryzuje się lepiej rozwiniętą linią brzegową niż część południowa. Pokryte jest lasami iglastymi i licznymi bagnami. 